# Вольф-Феррари, Теодоро
Теодоро Вольф-Феррари (итал. Teodoro Wolf-Ferrari; 29 июня 1878, Венеция — 27 января 1945, Сан-Дзеноне-дельи-Эццелини, область Венеция) — итальянский художник.

## Биография
Сын художника Августа Вольфа, брат композитора Эрманно Вольфа-Феррари.
Окончил в 1895 году Венецианскую художественную академию, где учился у Гульельмо Чьярди и Пьетро Фраджакомо. По окончании учёбы отправился в Мюнхен, где примкнул к объединению «Мюнхенский сецессион», особенно сблизившись с Фрицем Эрлером и Лео Путцем.
Влиянием сецессиона проникнуты работы Вольфа-Феррари не только в живописи, но и в декоративном искусстве, включая вазы, витражи, ювелирные изделия. Начав выставляться в Мюнхене и других городах Германии, он вернулся в Венецию с персональной выставкой в 1910 году. В дальнейшем творчестве Вольфа-Феррари усилились натуралистические и модернистские тенденции.
В 1912 и 1914 годах участвовал в Венецианской биеннале, в которой затем будет участвовать ежегодно с 1920 по 1938 год. В 1919 году он был одним из основателей Союза молодых художников Венеции. В 1924 году был отправлен Витторио Эмануэлем III в Ливию, где написал серию из 32 картин маслом. Вернувшись в Италию, Вольф Феррари принимает участие в национальных и международных выставках, проводя остаток своей жизни между Венецией и Сан-Зеноне дельи Эззелини и посвящая себя живописным пейзажам.
Теодоро Вольф-Феррари скончался в 1945 году, похоронен в Венеции, на муниципальном кладбище Сан-Микеле.

## Галерея

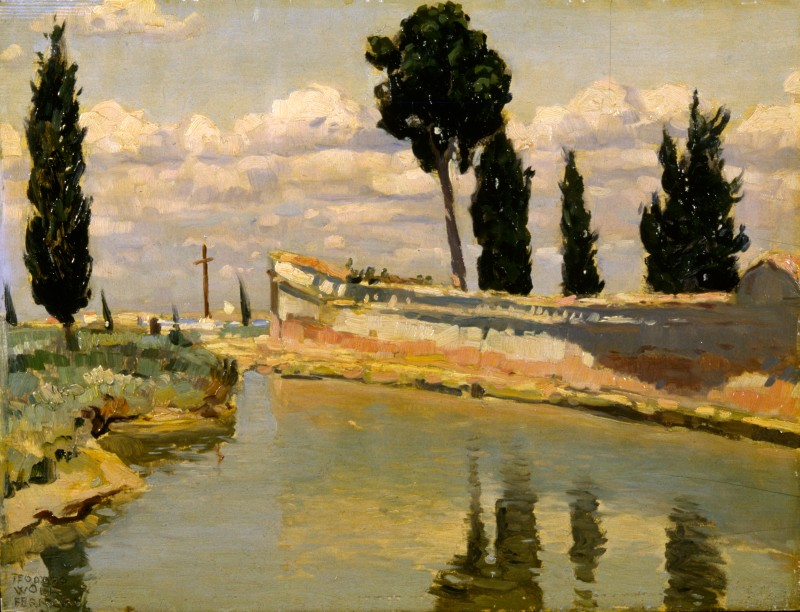
Вольф-Феррари. Сан Франческо
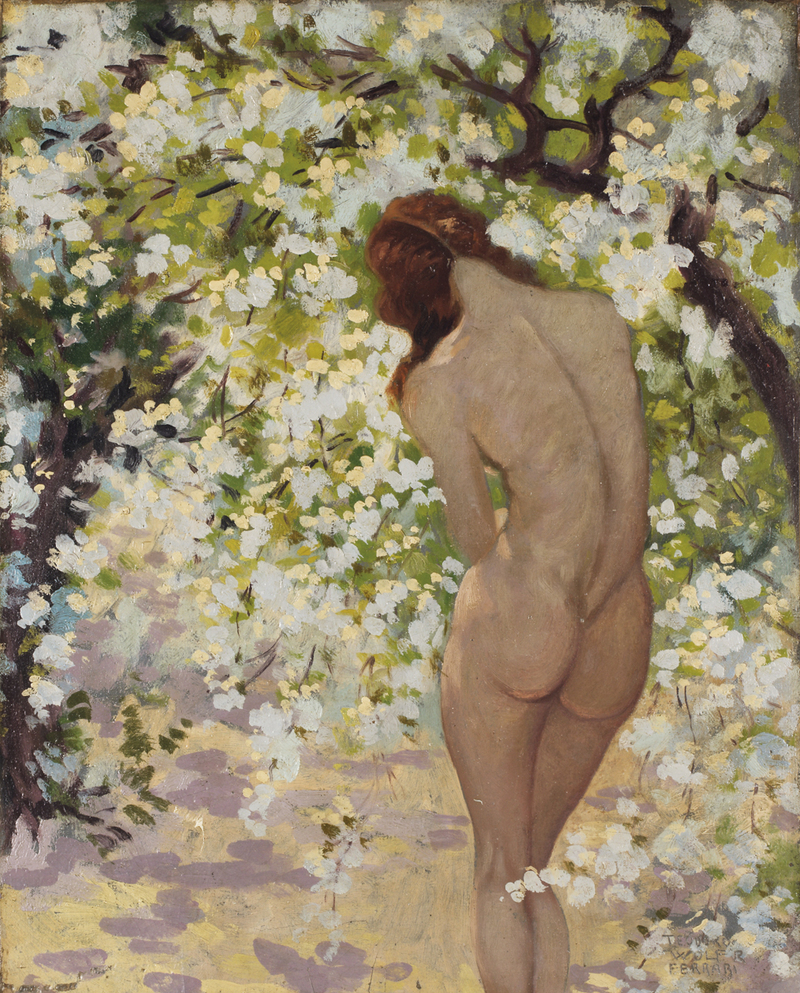
Весна
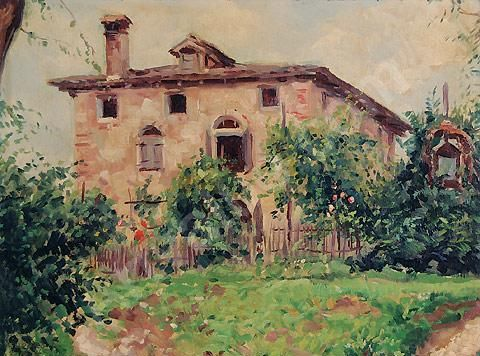
Дом Марчетти - Сан-Ценоне
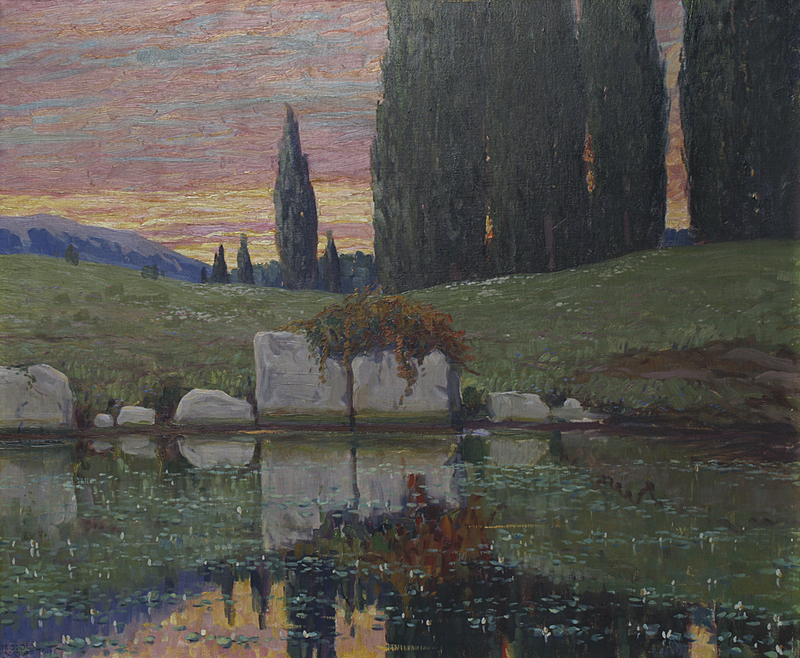
Закат над прудом
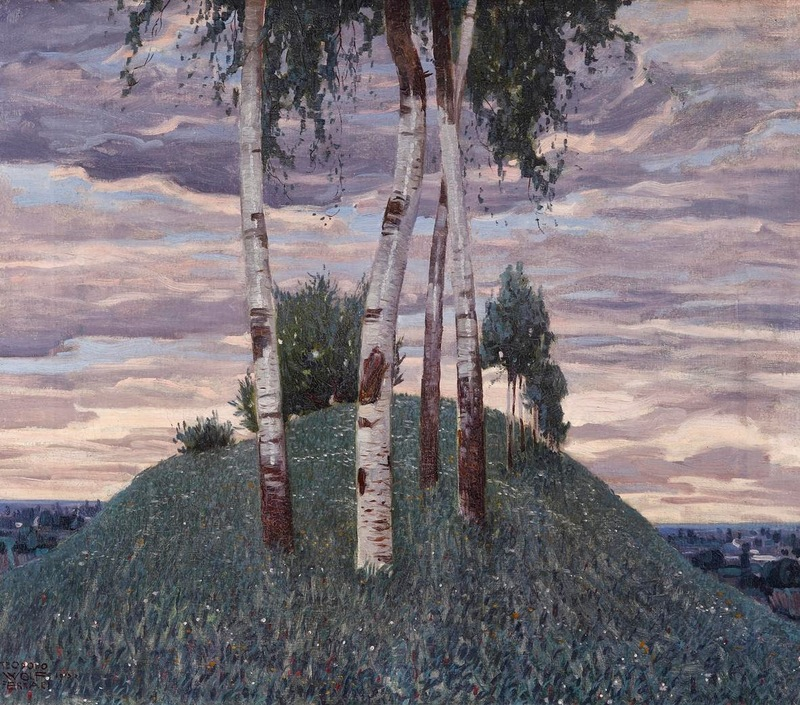
Березы
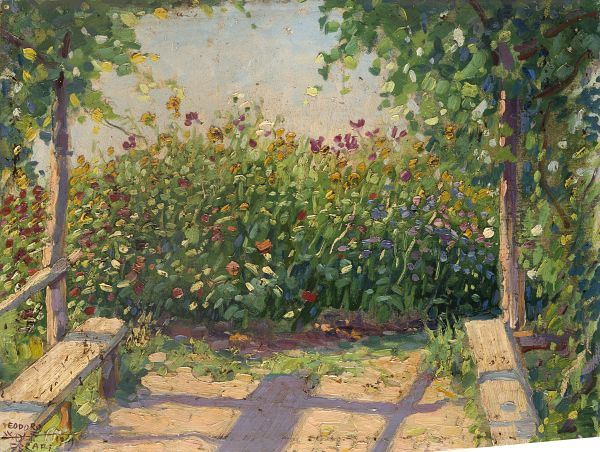
Венеция